# Kang Hyo-jung
Kang Hyo-jung (koreanisch 강효정; * um 1985 in Seoul) ist eine südkoreanische Balletttänzerin. Sie war von 2003 bis 2021 Tänzerin am Stuttgarter Ballett und ist seit 2021 erste Solotänzerin des Balletts der Wiener Staatsoper und Volksoper Wien (Wiener Staatsballett).

## Leben und Wirken
Kang Hyo-jung absolvierte ihre Ausbildung an der Sunwha Art Middle School in Seoul sowie an der Kirov Ballet Academy in Washington D.C. 2002 zog sie nach Stuttgart und besuchte die John Cranko Schule und wurde anschließend Tänzerin am Stuttgarter Ballett. Dort stieg sie 2011 zur Solistin und im selben Jahr unter Reid Anderson zur ersten Solistin ernannt. Ihr Debüt als erste Solistin hatte sie in der Rolle der Julia in John Crankos Choreographie von Romeo und Julia. Sie blieb weitere zehn Jahre in Stuttgart und wechselte mit der Spielzeit 2021/22 als erste Solotänzerin an der Wiener Staatsballett.
Im Zuge des Neujahrskonzerts der Wiener Philharmoniker 2023 war sie zur Musik von An der schönen blauen Donau von Johann Strauss Sohn im Stift Melk. Im Jahr darauf war sie zum Walzer Wiener Bürger von Carl Michael Ziehrer auf Schloss Rosenburg zu sehen.

## Repertoire als Tänzerin (Auswahl)
- Tatjana und Olga in Onegin (Choreographie: John Cranko)
- Julia in Romeo und Julia (Choreographie: John Cranko)
- Odette/Odile und Kleiner Schwan in Schwanensee (Choreographie: John Cranko)
- Katharina in Der Widerspenstigen Zähmung (Choreographie: John Cranko)
- Titelrolle in Giselle (Choreographie: Coralli, Perrot & Petipa)
- Titelrolle in La Sylphide (Choreographie: Peter Schaufuss)
- Prinzessin Aurora in Dornröschen (Choreographie: Marcia Haydée)
- Kitri in Don Quixote (Choreographie: Maximiliano Guerra)
- Manon Lescaut in Die Kameliendame (Choreographie: John Neumeier)